# ديوغو ميدييروس
ديوغو ميدييروس هو لاعب كرة قدم برازيلي في مركز الوسط، ولد في 8 يوليو 1985 في أوبيرلانديا في البرازيل.

## وصلات خارجية
- ديوغو ميدييروس على موقع Soccerway.com (الإنجليزية)